# Dolo (mitologia)
Na mitologia grega Dolo ou Dólos (em grego Δόλος) era um Daemon, que personificava o ardil, a fraude, o engano, a astúcia, as malícias, as artimanhas e as más ações.
Segundo Higino, era filho de Éter e de Gaia ou, segundo Cicero, de Érebo e Nix. Era companheiro de Ate, a ruína, Apate, a traição, sendo sua Daemon oposta Aleteia, a verdade.[carece de fontes?]
Foi um dos espíritos que escaparam do caixa de Pandora, passando depois a morar entre os homens acompanhado quase sempre dos Pseudea, as mentiras. Dolo também é citado em uma fábula de Esopo:
| “ | Prometeu, aquele artesão que deu forma à nossa nova geração, decidiu um dia esculpir a forma de Aleteia, usando toda sua habilidade de modo que ela seria capaz de regular o comportamento das pessoas. Enquanto estava trabalhando, um chamado inesperado do poderoso Zeus levou-o para longe. Prometeu deixou o astuto Dolo no comando de sua oficina, [pois] recentemente tornou-se um dos aprendizes do deus. Inflamado pela ambição, Dolo usou o tempo à sua disposição para moldar com seus dedos sujos uma figura de mesmo tamanho e aparência que Aleteia com características idênticas. Quando ele quase concluiu a peça, que era realmente impressionante, ficou sem argila para usar nos pés dela. O mestre retornou. e então Dolo rapidamente sentou-se em seu assento, tremendo de medo. Prometeu ficou impressionado com a similaridade das duas estátuas e queria fazer parecer que todo o crédito fosse seu. Por conseguinte, colocou ambas as estátuas no forno e quando foram completamente cozidas, infundiu vida em ambas: a sagrada Aleteia caminhou com passos medidos, enquanto a sua irmã inacabada ficou presa em seus passos. Aquela falsificação, produto de subterfúgio, adquiriu o nome de Pseudólogo (falsidade), e eu devo prontamente concordar com as pessoas que dizem que ela não tem pés: de vez em quando algo que é falso pode começar com sucesso, mas com o tempo a verdade certamente prevalecerá. | ” |
|   | — Fábula 530. |   |